# 정민수 (프로게이머)
정민수(1991년 8월 1일 ~ )는 대한민국의 전직 스타크래프트 II 프로게이머이다. Genius라는 아이디를 사용하며, 종족은 프로토스이다.

## 개요
스타크래프트 브루드워 시절인 2009년 CJ 엔투스의 연습생으로 활동하였다.
2010년 MVP에 입단하여 스타크래프트 II 프로게이머로 활동하기 시작했다.
2012년 GSL 시즌 3부터 슬레이어스가 해체될때까지 소속되어있었다가 잠시 무소속으로 활동하였다.
2012년 12월 27일 아주부에 입단하였고 2013년 8월 30일 팀에서 탈퇴했다.
2013년 12월 25일 해외팀인 Love Your Girlfriend에 입단했다.
2014년 3월 17일 Love Your Girlfriend가 해체되면서 무소속 신분이 되었다.
2014년 4월 30일 은퇴하였다.

## 수상 경력
스타크래프트 II : 프리미어 개인리그 우승 1회, 준우승 1회
- 2008년 제43회 스타크래프트 준프로게이머 선발전 입상
- 2010년 TG삼보-인텔 스타크래프트 II OPEN Season 1 64강
- 2010년 블리즈컨 2010 스타2 토너먼트 우승
- 2010년 소니 에릭슨 스타크래프트 II OPEN Season 2 8강
- 2010년 소니 에릭슨 스타크래프트 II OPEN Season 3 32강
- 2011년 소니 에릭슨 글로벌 스타크래프트 ll 리그 Jan. Code S 16강
- 2011년 2세대 인텔 코어 글로벌 스타크래프트 ll 리그 Mar. Cods S 32강
- 2011년 소니 에릭슨 글로벌 스타크래프트 ll 리그 May Code S 16강
- 2011년 LG 시네마 3D 슈퍼 토너먼트 32강
- 2011년 펩시 글로벌 스타크래프트 ll 리그 July Code S 16강
- 2011년 펩시 글로벌 스타크래프트 ll 리그 Aug. Code S 8강
- 2011년 소니 에릭슨 글로벌 스타크래프트 ll 리그 Oct. Code S 32강
- 2011년 펩시 글로벌 스타크래프트 ll 리그 Nov. Code A 32강
- 2012년 핫식스 글로벌 스타크래프트 ll 리그 시즌 1 Code S 준우승 (vs 박수호 2:4)
- 2012년 핫식스 2012 글로벌 스타크래프트 II 리그 시즌 2 Code S 16강
- 2012년 무슈제이 2012 글로벌 스타크래프트 II 리그 시즌 3 Code S 16강
- 2012년 핫식스 2012 글로벌 스타크래프트 II 리그 시즌 4 Code S 32강
- 2012년 핫식스 2012 글로벌 스타크래프트 II 리그 시즌 5 Code A 24강
- 2013년 핫식스 2013 글로벌 스타크래프트 II 리그 시즌 1 Code A 48강
- 2013년 타이완 오픈 스타크래프트2 초청전 우승
- 2013년 2013 WCS 유럽 시즌 2 챌린저리그 40강
- 2013년 2013 WCS 유럽 시즌 3 프리미어리그 4강 (2013 WCS 시즌 3 파이널 진출)
- 2013년 2013 WCS 시즌 3 파이널 16강
- 2014년 2014 WCS 유럽 시즌 1 프리미어리그 32강

## 이슈

#### 막대풍선 세레모니
소니 에릭슨 글로벌 스타크래프트 II 리그 Jan Code-s에서 이동녕과의 경기후의 승리를 자축하는 의미에서 막대풍선으로 세레모니를 했다.

#### 토때치 사건
GSL에서 이현주 캐스터가 정민수에게 팬들에게 한 말씀 부탁드려요 부탁을 했는데 "토스 때려치시기 바랍니다"라는 발언을 하면서 정민수에게 토때치라는 별명이 붙어졌다.

#### 거품 세레모니
2세대 인텔 코어 프로세서 스타크래프트 II 리그 Mar Cods-s 승격강등전에서 지난 시즌 우승자 정종현을 잡고 코드s에 잔류하자 자축하는 의미에서 거품을 부는 세레모니를 했다.